# Microlaimus paraconothelis
Microlaimus paraconothelis is een rondwormensoort uit de familie van de Microlaimidae. De wetenschappelijke naam van de soort is voor het eerst geldig gepubliceerd in 2005 door Kovalyev & Tchesunov.